# Gerso Fernandes
Gerso Fernandes (Bissau, 23 febbraio 1991) è un calciatore guineense, attaccante dell'Incheon Utd.

## Caratteristiche tecniche
Gioca  come ala sinistra ma può essere impiegato anche nella fascia opposta.

## Carriera
Nato a Bissau, si trasferì in Portogallo durante l'adolescenza entrando nelle giovanili dell'União de Coimbra. Nel 2002, a 11 anni, firma per l'Académica. Durante il suo periodo formativo non poté giocare per 2 anni dopo che un prete lo avvisò dei pericoli del calcio professionistico.
Ceduto in prestito al Tourizense per la stagione 2010-2011, fa il debutto in Segunda Divisão.
Una volta svincolatosi dall'Académica, firma con l'Estoril Praia, aiutando il club a tornare in massima serie dopo 7 anni.
Per la stagione 2014-2015 è stato ceduto in prestito al Moreirense.

## Palmarès

### Club

#### Competizioni nazionali
- Segunda Liga: 1

Estoril Praia: 2011-2012
- U.S. Open Cup: 1

Sporting Kansas City: 2017